# Savezni sabor Švicarske
Savezni sabor (njemački: Tagsatzung, francuski: Diète fédérale, talijanski: Dieta federale) bio je svojevrsno zakonodavno i izvršno tijelo Stare Švicarske Konfederacije i postojao je u raznovrsnim oblicima od početaka švicarske države do stvaranja moderne savezne Švicarske 1848. godine. Činili su ga predstavnici kantona.
Iako je bio jedino zajedničko tijelo Konfederacije, njegova stvarna moć bila je ograničena, budući da su kantoni do 1848. imali veliki stupanj samostalnosti i suvereniteta. Savezni sabor opstojao je na slobodnoj volji kantona da ostanu u vojno–političkom savezu.

## Povijest
Početkom kolovoza 1291. godine, predstavnici triju kantona Uri, Schwyz i Unterwalden sastaju se kako bi dogovorili zajedničku suradnju u održavanju reda i prava, posebice u obrani od nastojanja Habsburga da nametnu svoju vlast na tom području sjevernih padina Gotthardskog masiva. U susljednim desetljećima predstavnici kantona sastajali su se kako bi dogovarali vojne strategije. Jedan od tih skupova Konfederacije tri kantona dogodio se 9. prosinca 1315. godine nakon pobjede u bitci kod Morgartena. Kantoni su dogovorili Brunnenski pakt.
Tijekom 14. stoljeća, nakon što su se Konfederaciji pridružili Luzern, Zürich, Glarus, Zug i Bern, predstavnici kantona dogovorili su 1370. godine Pfaffenbrief, kojim su kao nikada do tada pokazali volju da sačuvaju samostalnost saveza u odnosu na susjedne države. Također su dogovoreni zabrana zasebnih ratova i pojedine pravne procedure.
Nakon Näfelske bitke i Bitke kod Sempacha, vojni i civilni predstavnici osam kantona zasjedaju u Sempachu i dogovaraju nekolicinu vojnih pravila i raspodjelu ratnog plijena.
1480. godine sastaje se Stanski sabor nakon Bitke kod Murtena prvenstveno kako bi se raspodjelio ratni plijen. Tijekom rasprave došlo je do sukoba seoskih i gradskih kantona koji je prijetio i izbijanjem rata između kantona. Na koncu, inakon intervencije pustinjaka Nikole iz Flüe kantoni postižu kompromis te je 22. prosinca 1481. postignut Stanski dogovor, kojim su Fribourg i Solothurn primljeni u Konfederaciju. Također je određeno da je za svako javno okupljanje potrebno prethodno odobrenje, međusobna vojna pomoć u slučaju pobune, te javno čitanje svakih pet godina dogovora donesenih u Sempachu i Stansu. 
Ova zasjedanja smatraju se temeljima i počecima Saveznog sabora. Iako mu nadležnosti nisu bile jasno određene, Sabor je od 16. stoljeća počeo zasjedati više puta godišnje.